# Securigera cretica
Securigera cretica là một loài thực vật có hoa trong họ Đậu. Loài này được (L.) Lassen miêu tả khoa học đầu tiên.